# 月姫 MOONLIGHT PRINCESS
『月姫　MOONLIGHT PRINCESS』は、山口美央子の3枚目のオリジナル・アルバム。1983年03月21日にキャニオン・レコード - F-LABELより発売された。

## 概要
アレンジは前作までの2作の井上鑑に代わり、今作は発売当時一風堂で活動していた土屋昌巳に変更した。山口のアルバムでは唯一、オリコンにランキングしている。収録曲8曲中5曲が、後にシングル・カットしたものを含めシングル（B面含）として発売している。
山口はオリジナル・アルバムの発売は一旦一区切りして以降は職業作曲家として活動した後、2018年に完全新作オリジナル・アルバムを発売し歌手活動を再開している。
2017年12月には本作を含むアルバム3作がデジタルリマスタリングされた音源にオリジナルレコード（LP盤）の歌詞カード、帯、レコードレーベル等が再現（一部変更）された紙ジャケット仕様で初CD化された。なおオリジナル・レコード盤ではA式だったジャケットは、このCDではE式になり、金色だった帯は黄土色に変更されている。

## 収録曲
- 全作詞・作曲：山口美央子／編曲：土屋昌巳（8のみ編曲：後藤次利）

1. 夕顔 -あはれ-
  - 5thシングル「さても天晴れ 夢桜」（B面）として、発売から3ヵ月後の7月にシングル・カット。
2. 夏
  - 3rdシングル（A面）。未表記だがアルバム・ヴァージョン（フル・ヴァージョン、シングルとは別テイク）で収録。なおシングル版にはアルバムと同サイズのインストゥルメンタル・ヴァージョンも収録されているが両ヴァージョンとも未CD化。
3. 沈みゆく
4. 鏡
5. 白昼夢
6. 月姫（MOONLIGHT PRINCESS）
  - 4thシングル「恋は春感」（B面）。
7. さても天晴 夢桜
  - 5thシングル（A面）として、発売から3ヵ月後の7月にシングル・カット。
8. 恋は春感
  - 4thシングル（A面）。コーセー'83春のキャンペーンCMソング。
  - 8曲目には「夏」のインストヴァージョンが収録予定[1]であったが、タイアップが決まり、この曲が差し代わり収録された。

- オリジナル・レコード盤にはSide Aに1曲目～4曲目、Side Bに4曲目～8曲目が収録。

## クレジット

### ミュージシャン
- 山口美央子 - Vocals、Keyboards
- 土屋昌巳 - Arranger、Guitar(Track 6)
- 松武秀樹 - Synthesizer Programmer
- 渡辺等[2] - Bass
- 村上 “ポンタ” 秀一[2] - Drums(Track 2)
- 仙波清彦[2] - Percussion
- 後藤次利 - Arranger（Track 8）

### スタッフ
- 立川直樹 - Producer
- 渡辺有三 - A&R Producer
- 飯尾芳史 - Engineer
- 原田真伍 - Engineer（Track 8）
- 大森政人 - Assistant Engineer
- Tommy Sassa - Director
- 原神一 - Art Director
- 粟野英武 - Designer
- 佐藤秀春 - Photographer
- 田原春樹 - Executive Producer
- 大橋一惠（KAY） - Executive Producer
- KAY music plant LTD. - Management Office

## 発売形態
| 形態 | 発売日                                                                                  | 品番      | 発売元                               | 備考                                                       |
| ---- | --------------------------------------------------------------------------------------- | --------- | ------------------------------------ | ---------------------------------------------------------- |
| LP   | 1983年03月21日                                                                          | C28A-0265 | キャニオン                           |                                                            |
| CT   | 1983年03月21日                                                                          | 28P-6219  | ポニー                               |                                                            |
| CD   | 2017年12月09日（会場先行販売） 2017年12月20日（通信先行販売予定） 2018年1月（一般発売） | PW-04     | MUSIC AIRPORT Licensed by ALFA MUSIC | 【初CD化】2017年デジタルリマスタリング/E式紙ジャケット仕様 |